# Fechtweltmeisterschaften 1961
Die 16. Fechtweltmeisterschaft fand 1961 in Turin statt. Es wurden acht Wettbewerbe ausgetragen, sechs für Herren und zwei für Damen.

## Herren

### Florett, Einzel
| Platz | Land | Sportler         |
| ----- | ---- | ---------------- |
| 1     | POL  | Ryszard Parulski |
| 2     | HUN  | Jenő Kamuti      |
| 3     | URS  | Mark Midler      |

### Florett, Mannschaft
| Platz | Land        | Sportler                                                                                             |
| ----- | ----------- | --- |
| 1     | Sowjetunion | Mark Midler, Juri Rudow, Alexander Seweljow, Juri Sissikin, German Sweschnikow, Wiktor Schdanowitsch |
| 2     | Ungarn      | Ferenc Czvikovszky, Jenő Kamuti, László Kamuti, Kazmer Pacsery, Sándor Szabó, József Gyuricza        |
| 3     | Polen       | Egon Franke, Henryk Nielaba, Janusz Różycki, Zbigniew Skrudlik, Ryszard Parulski, Witold Woyda       |

### Degen, Einzel
| Platz | Land | Sportler        |
| ----- | ---- | --------------- |
| 1     | FRA  | Jacques Guittet |
| 2     | SWE  | Hans Lagerwall  |
| 3     | HUN  | Tamás Gábor     |

### Degen, Mannschaft
| Platz | Land        | Sportler                                                                                              |
| ----- | ----------- | --- |
| 1     | Sowjetunion | Arnold Tscharnuschewitsch, Walentin Tschernikow, Bruno Habārovs, Guram Kostawa, Dimitri Ljulin        |
| 2     | Frankreich  | Philippe Schraag, Yves Dreyfus, Jacques Guittet, Armand Mouyal, Gérard Lefranc, Claude Bourquard      |
| 3     | Schweden    | Göran Abrahamsson, Hans Lagerwall, Berndt-Otto Rehbinder, Ivar Genesjö, Orvar Lindwall, Axel Wahlberg |

### Säbel, Einzel
| Platz | Land | Sportler          |
| ----- | ---- | ----------------- |
| 1     | URS  | Jakow Rylski      |
| 2     | POL  | Emil Ochyra       |
| 3     | POL  | Wojciech Zabłocki |

### Säbel, Mannschaft
| Platz | Land        | Sportler                                                                                          |
| ----- | ----------- | ------------------------------------------------------------------------------------------------- |
| 1     | Polen       | Emil Ochyra, Jerzy Pawłowski, Franciszek Sobczak, Jerzy Wandzioch, Wojciech Zabłocki, Ryszard Zub |
| 2     | Sowjetunion | Umjar Mawlichanow, Nugsar Assatiani, Jewhen Tscherepowskyj, Jakow Rylski, Waleri Tschitnji        |
| 3     | Ungarn      | Tamás Mendelényi, Péter Bakonyi, Gábor Delneky, Zoltán Horváth, Rudolf Kárpáti, Miklós Meszéna    |

## Damen

### Florett, Einzel
| Platz | Land           | Sportlerin           |
| ----- | -------------- | -------------------- |
| 1     | BR Deutschland | Heidi Schmid         |
| 2     | URS            | Alexandra Sabelina   |
| 3     | URS            | Walentina Rastworowa |

### Florett, Mannschaft
| Platz | Land        | Sportlerinnen |
| ----- | ----------- | --- |
| 1     | Sowjetunion | Galina Gorochowa, Diana Nikantschikowa-Jasjukewitsch, Tatjana Ljubeckaja, Walentina Prudskowa, Walentina Rastworowa, Alexandra Sabelina |
| 2     | Ungarn      | Katalin Juhász, Ildikó Rejtő, Magda Nyári-Kovács, Lídia Dömölky-Sákovics, Judit Ágoston-Mendelényi                                      |
| 3     | Rumänien    | Ana Ene, Olga Szabó-Orbán, Ecaterina Orb-Lazăr, Maria Vicol, Geta Sachelarie                                                            |